# Alphonse Desjardins
Pour les articles homonymes, voir Alphonse Desjardins (homonymie) et Desjardins.
Alphonse Desjardins, né à Lévis (Québec, Canada) le 5 novembre 1854, mort dans la même ville le 31 octobre 1920, militaire, journaliste, éditeur, fonctionnaire sténographe et fondateur québécois du mouvement coopératif des caisses populaires qui porte son nom. Il est allé au collège de Lévis.

## Biographie

### Enfance et formation
Gabriel-Alphonse Desjardins naît le 5 novembre 1854 dans une petite maison de la rue Carrier à Lévis (Québec). Son père se nomme François Roy dit Desjardins (1810-1875) et sa mère Clarisse Miville dit Deschênes (1827-1896). Il est le huitième d’une famille de 15 enfants originaire de Saint-Jean-Port-Joli (Québec). Des ennuis de santé forcent son père à vendre sa ferme et expliquent le déménagement de la famille à Lévis en 1853.
Sa famille connaît la pauvreté : son père est journalier et sa mère travaille comme femme de peine auprès de gens aisés de la ville. Les enfants sont mis à contribution du revenu. Trois sœurs et quatre frères d'Alphonse Desjardins décèdent au berceau. Les enfants de la famille qui comme lui atteignent l'âge adulte sont Clarisse (1844-1908), Charles (1847-1904), Louis-Georges (1849-1928), les jumeaux Joseph (1860-1936) et Étienne (1860-1909), Albert (1863-1939) et Napoléon (1870-1953).
Alphonse est baptisé à l'église Notre-Dame-de-la-Victoire de Lévis sous le patronyme « Desjardins » et non « Roy dit Desjardins » contrairement à ses aînés.
Élevé dans la foi catholique par sa mère Clarisse, il prend l'habitude de dire son chapelet de la Sainte-Vierge tous les soirs dès l'âge de dix ans.
Comme ses six frères, Alphonse poursuit des études secondaires au collège de Lévis, fondé en 1853 par le curé Joseph-David Déziel. De 1864 à 1870, il est élève externe de cet établissement, qui prodigue un enseignement bilingue : en français dans l'avant-midi et en anglais dans l'après-midi. Il complète son cours commercial, mais les difficultés financières de sa famille le forcent à abandonner le collège, à l'été 1870, à l'âge de 15 ans, avant d'avoir terminé son cours de latin.
Le docteur Joseph-Goderic Blanchet, homme politique conservateur influent, fondateur du 17e Bataillon d'infanterie de Lévis en 1863, agira comme mentor auprès du jeune Alphonse et de son grand-frère Louis-Georges.

### Militaire
À l'été 1869, il s'enrôle dans la milice volontaire et commence son entraînement lors d'un camp militaire annuel de six jours et demi tenu près du fort no  1 à Lauzon (Québec). Son frère Louis-Georges détient alors le grade d'adjudant dans le 17e Bataillon d'infanterie de Lévis. Les deux seront appelés à servir en 1870, 1871 et 1872 dans le contexte de campagnes visant à repousser les raids que mènent les révolutionnaires de la Fraternité républicaine irlandaise dits « Féniens » aux frontières du Canada à partir des États-Unis.
En 1870, il fréquente l'École militaire de la ville de Québec, qui lui décerne les certificats de seconde (24 septembre) et première classe (3 novembre). Il détient le grade de sergent-major au moment de sa participation au camp annuel de la milice du 3 au 19 juillet 1871. Il est l'un des 212 miliciens de renfort envoyés en 1871 au Fort Garry (Manitoba) pour contrer toute tentative d'invasion des Féniens. Son engagement dans cette expédition militaire sera d'une durée totale de 349 jours, soit du 16 octobre 1871 au 28 septembre 1872. Les premiers biographes d'Alphonse ont cru à tort qu'il avait participé à une expédition militaire contre les Métis de l'Ouest canadien, mais des recherches ont montré que les dates ne concordent pas.

### Journaliste
De retour à Lévis, il commence une carrière de journaliste à L'Écho de Lévis, alors dirigé par l'avocat Isidore-Noël Belleau. Il exerce sa plume pour ce journal d’allégeance conservatrice de la fin de 1872 jusqu'à sa fermeture en juillet 1876. Il couvre notamment la vie parlementaire et, en 1873, séjourne à Ottawa (Ontario), la capitale fédérale, à titre de correspondant. Il passe ensuite au journal Le Canadien de Québec, alors propriété de son frère Louis-Georges et de Joseph-Israël Tarte. Il se lie d'amitié avec le journaliste Jules-Paul Tardivel, entré dans le bureau de rédaction de ce quotidien quelques années avant lui en 1874. Parce qu'il est déjà rompu à la sténographie, on lui confie la chronique de la vie parlementaire québécoise, une responsabilité qui lui permet de fréquenter plus étroitement les milieux influents de la politique et des affaires.

### Mariage
Le 2 septembre 1879, Alphonse Desjardins, 24 ans, épouse Dorimène Roy-Desjardins, 20 ans, à l'église de Saint-Pierre de Sorel (Québec). Née à Sorel le 17 septembre 1858, elle est le cinquième enfant de Joseph Roy-Desjardins et de Rosalie Mailhot. À un très jeune âge, elle est confiée à la garde de sa tante maternelle Louise-Clarisse Mailhot, qui réside à Lévis. Cette tante et son mari Jean-Baptiste Thériault sont aisés, sans enfant et l'élèvent comme leur propre fille. Dorimène fait ses études au pensionnat du couvent Notre-Dame-de-Toutes-Grâces de Lévis, conduit par les sœurs de la Charité de Québec. Par le contrat de mariage qu'il signe devant notaire le 1er septembre 1879, Alphonse accepte le régime matrimonial de séparation de biens, fait don à son épouse de tous ses meubles et consent à un douaire de 4 000 $.
De cette union naîtront six garçons et quatre filles : Raoul (1880-1951), Anne-Marie (1881-1929), Edgar (1882-1944), Alice (1884-1892), Alphonse (1886-1892), Adrienne (1888-1965), Albertine (1891-1968), Paul-Henri (1893-1958), Léon (1897-1904) et Charles (1902-1973).

### Éditeur desDébats
En 1879, l'année de son mariage, il abandonne le journalisme pour entreprendre l'édition des débats parlementaires du Québec. C'est en novembre 1879 que paraît le premier de 21 volumes des Débats de la Législature provinciale de la province de Québec,. Chaque volume de cet ouvrage de type « Hansard » présente une sélection des discours que l'éditeur juge les plus importants « pour l'intelligence de la lutte des partis sur les questions politiques qui agitent notre province » parmi tous les discours de l'Assemblée législative et du Conseil législatif. Les discours retenus sont révisés par les députés eux-mêmes avant leur publication. À compter de 1882, il touche une subvention publique qui lui permet de couvrir les frais d'impression des Débats.
En décembre 1889, Alphonse apprend que le gouvernement libéral d'Honoré Mercier cesse de subventionner son entreprise éditoriale. Une controverse entoure cet épisode, qui demeure obscure même après des années de recherche de la part des historiens.

### L'Union canadienne
Âgé de 35 ans, Alphonse reprend la plume et fonde, à Lévis, le 9 juillet 1891, le journal L'Union canadienne, qui connaît une existence de trois mois seulement. L'épigraphe du journal est « Franc et sans dol. Avant tout soyons Canadiens » et c'est le frère d'Alphonse, Louis-Georges, qui agit comme correspondant parlementaire à Ottawa.
La presse francophone d’allégeance conservatrice accueille L'Union Canadienne avec enthousiasme, à l'exception du Quotidien de Lévis, dont le propriétaire, Joseph-Édouard Mercier, voit d'un mauvais œil l'arrivée d'un nouveau concurrent médiatique dans sa ville. Les deux hommes appartiennent par ailleurs à des factions rivales au sein du Parti conservateur, ce qui n'améliore guère les choses.
Les ennuis de santé du fondateur sont à l'origine de l'abandon de la publication du journal, le 10 octobre 1891. L'atelier typographique subsiste quelque temps avant d'être fermé lui aussi.

### Sténographe à Ottawa
Le 22 avril 1892, Alphonse est nommé au poste de sténographe de langue française à la Chambre des communes du Canada, à Ottawa, en remplacement d'Ernest Marceau, décédé peu de temps auparavant. Pendant 25 ans, de 1892 à 1917, il séjourne six mois par an dans la capitale fédérale canadienne, à quelque 450 km de Lévis, où demeure sa famille.
En plus de pratiquer la sténographie à Ottawa, il enseigne les méthodes de cet art au collège de Lévis : régulièrement de 1893 à 1900 et irrégulièrement par la suite.

### Caisse populaire de Lévis
Le 6 avril 1897, Alphonse assiste à un débat de la Chambre des Communes fédérale qui survient dans le contexte du dépôt, par Michael Quinn, député de la circonscription de Sainte-Anne, d'un projet de loi visant à contrer les conséquences néfastes de l'usure. En appui à son projet de loi, le député Quinn cite entre autres une affaire dans laquelle un Montréalais s'était vu condamné par la justice à payer 5 000 $ de frais d'intérêts sur un emprunt initial de 150 $. Les « tristes révélations » qu'Alphonse entend lors de ce débat l'incitent à entreprendre l'étude minutieuse des problèmes d'épargne et de crédit des « classes laborieuses » et des moyens d'y répondre durablement,.
Durant quelque trois ans de recherches soigneuses consacrées à ces problèmes, il découvre les associations coopératives d'épargne et de crédit de l'Europe, notamment en lisant le livre People's Banks de Henry William Wolf. L'auteur, qui est président de l'Alliance coopérative internationale fondée en Angleterre en 1895, met Alphonse en correspondance avec Friedrich Wilhelm Raiffeisen et Hermann Schulze-Delitzsch, fondateurs des premières caisses de crédit populaires en Allemagne, Luigi Luzzatti, introducteur des banques populaires en Italie, et de nombreux autres représentants européens de coopératives d'épargne et de crédit : Charles Rayneri (Banque populaire de Menton), Louis Durand (Union des caisses rurales et ouvrières françaises), Alfred Micha (Fédération belge des banques populaires), Maurice Dufourmantelle (Centre fédératif du crédit populaire de France), Léon Dumarc (Banque urbaine et rurale de Bordeaux) et Albert Yersin (Banque populaire suisse).
C'est dans la salle de la Société des Artisans canadiens-français de sa ville natale de Lévis, que le 6 décembre 1900, à 19h30, un groupe de plus de 130 citoyens participent à la fondation de la première caisse populaire d'épargne et de crédit en Amérique du Nord. Alphonse préside l'assemblée qui vote en faveur des statuts et des règlements préparés par un comité d'initiative et d'organisation, entre septembre et novembre 1900, en vue d'établir une « société coopérative d'épargne et de crédit, à capital variable et à responsabilité limitée ». Les 132 personnes signataires du pacte social fondateur de la caisse populaire de Lévis souscrivent 483 parts sociales à 5,00 $ CAD l'unité et élisent les premiers dirigeants bénévoles du conseil d'administration, de la commission de crédit et de la commission de surveillance.
Les activités de la Caisse populaire de Lévis ne démarrent véritablement que le 23 janvier 1901. Au terme de cette journée, 12 sociétaires y déposent la somme de 26,40 $ CAD. Le lieu des activités initiales de l'établissement n'est pas clairement identifié : tout indique qu'Alphonse se rend lui-même au domicile des déposants ou alors qu'ils viennent le voir dans le bureau personnel qui est aménagé à son domicile familial. Plus tard, les sociétaires pourront effectuer des dépôts les lundi, mercredi et samedi soir à la salle de la Société des Artisans canadiens-français de Lévis. À la fin de novembre 1901, la caisse populaire compte 721 membres et gère un actif de 4 935 $.
Étant à Ottawa six mois par année, Alphonse confie à sa femme Dorimène la gérance de la caisse de Lévis durant de longues périodes. À compter de 1902, elle consacre quelque trente semaines par année à ce travail sans titre et sans salaire. Depuis la mise en évidence de ce fait par la recherche historique des années 1990, Dorimène est mise de l'avant par le Mouvement Desjardins comme cofondatrice du mouvement des caisses populaires aux côtés de son mari.
La caisse de Lévis sera le prototype de toutes les autres caisses populaires fondées par la suite. De son vivant, Alphonse participe à la fondation de 136 caisses, dont 19 en Ontario et 9 aux États-Unis.

### Vers une loi des coopératives
Durant quelque quinze ans, Alphonse s'active auprès des parlementaires d'Ottawa et de Québec pour faire adopter une loi reconnaissant le modèle particulier de coopérative d'épargne et de crédit qu'il a fondé. En janvier 1900, près d'un an avant la fondation de la première caisse populaire à Lévis, Jérôme-Adolphe Chicoyne, député de la circonscription de Wolfe et membre de l'opposition conservatrice, dépose un projet de loi à l'Assemblée législative du Québec portant sur le crédit coopératif. Alphonse s'y oppose. Il juge le projet de loi défectueux car il ne reconnaît que le régime de la responsabilité illimitée, suivant le modèle des caisses rurales Raiffeisen. La loi qui sera finalement adoptée en 1902, la Loi concernant les syndicats agricoles, le laissera très insatisfait. Alphonse juge qu'une loi fédérale serait préférable à une loi provinciale car l'activité bancaire relève de l'État fédéral canadien en vertu de la Loi constitutionnelle de 1867. Il juge également que la législation devrait être assez générale pour légaliser différents modèles coopératifs, dont évidemment celui qui a été choisi pour l'expérience de Lévis. Il rédige un projet de loi en ce sens en octobre 1902. En 1903, son projet visant l'adoption d'une loi générale sur les coopératives reçoit rapidement de puissants appuis de la part de quelques députés des deux côtés de la Chambre des Communes du Canada, notamment Henry George Carroll, député de Kamouraska et solliciteur général, Rodolphe Lemieux, député de Gaspé, Henri Bourassa, député de Labelle, Robert Laird Borden, député de Halifax et chef de l'opposition conservatrice et Frederick Debartzch Monk, député de Jacques-Cartier. Malgré ces appuis, le cabinet libéral du premier ministre Wilfrid Laurier est divisé sur la question et le projet d'Alphonse n'est jamais déposé au Parlement.
À la suite de cet échec, il se tourne vers le Parlement québécois et collabore avec Adélard Turgeon, ministre de l'Agriculture, et Jean-Cléophas Blouis, député libéral de Lévis, pour faire amender la « vieille » loi concernant les associations coopératives de 1865. Des amendements seront adoptés en 1904, mais pas à la faveur des objectifs visés par Alphonse.
Loin d'abandonner, il décide de former en décembre 1904 l'Association populaire économique (APE) afin de « favoriser le développement de toutes les œuvres économiques populaires : caisses d'épargne locales, assurances locales, crédit populaire, société coopératives de tout genre » et aussi « d'obtenir des chambres la législation qui leur permet de vivre et de les propager ». L'APE peut compter sur de précieux appuis de la part des élites laïques et cléricales du Québec. L'une des premières actions entreprises par cette nouvelle association dont il est le directeur général est de réclamer, en janvier 1905, une loi sur les coopératives directement auprès de Wilfrid Laurier. Le premier ministre du Canada refuse. Le déluge de lettres privées qu'il reçoit de la part des amis d'Alphonse Desjardins pour tenter de le faire changer d'avis n'ont aucun effet.
Convaincu que la conjoncture est complètement bloquée au niveau fédéral, il retourne devant les parlementaires provinciaux du Québec avec un nouveau projet de loi conçu en avril 1905 avec l'aide de l'avocat Eusèbe Belleau. Le premier ministre Lomer Gouin, du parti libéral, est plus réceptif que son homologue fédéral Laurier. Le projet de loi est à l'étape de l'étude préliminaire lorsque la Chambre ajourne ses travaux le 8 juin 1905. Le travail parlementaire reprend à l'automne. En octobre 1905, il rencontre le lieutenant-gouverneur Louis-Amable Jetté et le premier ministre Lomer Gouin et se convainc qu'il touche au but. Alphonse Desjardins rédige un nouveau projet de loi sur les coopératives, qui est revu par Jetté et François Langelier, un juriste. C'est Lomer Gouin en personne qui dépose le projet de loi à l'Assemblée législative du Québec le 28 février 1906. La Loi concernant les syndicats coopératifs est adoptée à l'unanimité le 5 mars et reçoit la sanction royale le 9 mars. La loi sera amendée à plusieurs reprises du vivant d'Alphonse pour accommoder le développement des caisses populaires.
Craignant que des adversaires des caisses d'épargne et de crédit ne contestent la compétence de la province de Québec à légiférer à propos d'activités bancaires, il poursuit sa bataille pour l'adoption, au Parlement fédéral du Canada, d'une loi générale sur les coopératives. La conjoncture semble plus favorable depuis décembre 1904 : Albert Grey, 4e comte de Grey, le nouveau gouverneur général du Canada, est président honoraire de l'Alliance coopérative internationale (ACI). Non seulement les alliés d'Alphonse Desjardins à Ottawa croient toujours au projet, mais les appuis se multiplient, notamment dans le milieu des affaires. Un projet de loi est déposé par Frederick Debartzch Monk en avril 1906, mais il meurt au feuilleton avec la fin de la session parlementaire en juillet. Le projet de loi qui revient à la session suivante, en novembre 1906, reçoit l'appui des deux côtés de la Chambre des Communes. Un comité spécial, actif de décembre 1906 à avril 1907, entend de nombreux témoignages, qui sont généralement favorables, hormis celui de l'Association des marchands détaillants du Canada (Retail Merchants' Association of Canada), qui craint le développement des coopératives de consommation. Reporté à la prochaine session, qui débute le 28 novembre 1907, le projet de loi est finalement adopté à l'unanimité le 6 mars 1908. Le comité des banques et du commerce du Sénat du Canada propose cependant le rejet de la loi issue des Communes le 15 juillet 1908. Le vote des sénateurs est très serré : 19 contre et 18 pour. En plus des marchands de détail, une forte opposition est venue du Québec et de l'Ontario, qui ne voyaient pas d'un bon œil l’ingérence du fédéral en matière de développement local.
Desjardins et Monk reviennent à la charge en 1909 avec deux projets de loi bien distincts : un sur les coopératives d'épargne et de crédit et l'autre sur les coopératives de consommation et de production. Monk dépose le projet de loi sur les coopératives d'épargne et de crédit le 23 novembre 1909 et quelques jours plus tard Lloyd Harris, député de Brantford (Ontario), dépose l'autre projet de loi. Les efforts seront en vain et le Parlement du Canada n'adoptera jamais de loi générale sur les coopératives. Le député Monk y travaillait toujours lorsque celui-ci décède à Montréal, le 15 mai 1914. L'entrée en guerre du Royaume-Uni le 4 août 1914, qui entraîne des conséquences jusque dans ses colonies, met un terme définitif au débat.

### Maladie incurable et décès
En juin 1914, Alphonse reçoit de son médecin Joseph-Édouard Ladrière un diagnostic d'urémie, maladie causée par une insuffisance rénale. Quelques mois plus tôt, en janvier, il avait subi un premier malaise grave, qui l'avait laissé dans un état fragile. L'intervention chirurgicale qu'il subit le 26 avril 1915 ne produit pas l'effet escompté par son médecin, qui lui annonce en août que sa maladie est incurable. Il tente de continuer ses activités, mais doit y renoncer pendant de longues périodes pour reprendre des forces. Son état s’aggrave à l'été de 1916. Le 8 août de cette année, il fait son testament devant notaire. Il se sent trop faible pour participer comme sténographe aux sessions parlementaires fédérales de 1917 et 1918. Il croit se porter mieux à quelques reprises, notamment à l'été de 1918, après avoir suivi pendant des mois le régime à base de lait que lui prescrit un certain docteur Fortier.
Sentant la fin venir, il se démène autant qu'il le peut pour préparer le terrain d'une fédération québécoise des caisses populaires et l'établissement d'une caisse centrale. Le 3 avril 1917, il rédige un plan d'action à ce sujet sous la forme d'un bref mémoire. En juin 1918, il présente une version amendée de ce plan au conseil d'administration de la caisse de Lévis, qui forme un comité pour en faire l'étude approfondie. Des divergences de vue se manifestent parmi les dirigeants des caisses : certains prônent de multiples fédérations à l'échelle régionale plutôt qu'une seule fédération provinciale.
Il meurt dans son fauteuil préféré le 31 octobre 1920, à 23h40, six jours avant son 66e anniversaire.
Il a droit à d'imposantes funérailles, toutes payées aux frais de la Caisse populaire de Lévis et auxquelles assistent les principaux représentants des pouvoirs religieux, politique et judiciaire du Québec. Il est inhumé le 4 novembre au cimetière Mont-Marie de Lévis.

## Pensée
La pensée d'Alphonse Desjardins a fait l'objet de plusieurs études, qui en ont révélé les principaux traits. De riches matériaux archivistiques témoignent de son activité intellectuelle et permettent non seulement de suivre à la trace ses écrits (articles, conférences, brochures, correspondance etc.) et leur influence mais également ses lectures et les conditions dans lesquelles s'est élaborée sa pensée, en particulier sur l'objet qui le passionne durant une bonne partie de sa vie : le règlement de la « Question sociale ».

### Intellectuel autodidacte
Alphonse Desjardins ne fait jamais d'études universitaires. C'est en autodidacte qu'il s'initie aux sciences économiques, sociales et politiques de son temps. Avide lecteur depuis sa jeunesse, il fréquente beaucoup les livres, les journaux et les revues. Il a la chance au cours de sa carrière de journaliste et d'éditeur des Débats de passer beaucoup de temps à la bibliothèque parlementaire de Québec. Plus tard, comme fonctionnaire sténographe, il fréquente tout aussi régulièrement celle d'Ottawa. Il possède également une bibliothèque privée comprenant, à son décès, plus de mille livres. Bien qu'il lise de tout y compris des œuvres de fiction (poésie, roman, conte, nouvelle) ou d'histoire, sa bibliothèque comprend majoritairement des documents de langues française et anglaise relatifs à l'économie sociale,. Ses livres sont abondamment annotés dans les marges et, au cours de nombreuses enquêtes de fond sur des questions économiques, il accumule des milliers de pages de notes de lecture transcrites à la main ou dactylographiés par ses filles.
Il est reconnu par ses contemporains comme un expert du coopératisme, autant pour ses connaissances théoriques que son expérience pratique acquise dans la fondation des caisses populaires. Pour cette expertise et plus généralement pour sa maîtrise de l'économie sociale et politique, il est parfois perçu comme un économiste sans en avoir le titre. Dans les décennies suivant la fondation de la caisse populaire de Lévis, sa réputation dépasse les frontières du Québec et du Canada, notamment grâce à son insertion dans le réseau international du mouvement coopératif. Sollicité de toute part des États-Unis et même de l'Amérique du Sud, il doit décliner de nombreuses invitations à donner des conférences, rédiger des articles, etc.
En juin 1912, le sociologue Errol Bouchette écrit à Alphonse Desjardins pour l'informer qu'il souhaite le faire entrer à la Société royale du Canada (Royal Society of Canada) afin qu'il puisse prendre une part directe aux travaux de la nouvelle section des sciences sociales et économiques, qu'il anime avec son collègue Léon Gérin. Le projet avorte, vraisemblablement en raison du décès d'Errol Bouchette le 13 août 1912.
Avant 1912, il avait été admis à l'éphémère Société canadienne d'économie sociale de Montréal (1888-1911) fondée par Rameau de Saint-Père, Louis-Amable Jetté et Léon-Adolphe Chauvin, afin de diffuser la pensée et l’œuvre du sociologue français Frédéric Le Play et de ses disciples. Il était également membre de la Société d'économie sociale de Paris et abonné à sa revue nommée La Réforme sociale.

### Économie
En économie, Alphonse Desjardins adhère au libéralisme de son époque tout en le critiquant sévèrement de plusieurs manières. Comme tout bon libéral, il est convaincu de l'incapacité de l'État à intervenir efficacement dans le champ des activités économiques et mise d'abord sur l'initiative privée, le marché et la concurrence des entreprises. Sa critique du libéralisme, d'inspiration conservatrice et catholique, porte sur les conséquences sociales néfastes de l'« individualisme » (qui débouche sur l'égoïsme et entraîne la perte de religion) et de la concentration du capital dans les mains de quelques « audacieux accapareurs » qui, selon lui, agissent comme des mercenaires au service de « gigantesques compagnies à fonds social » ne se trouvant dans les faits nullement soumises à la concurrence que prône la « vieille école des économistes » afin de contrer les monopoles.
Il n'est pas hostile aux progrès techniques considérables de son époque, dans les transports, l'industrie et les communications, qui, en rapprochant les continents et les grands centres urbains, débouchent sur une première mondialisation des marchés. Il croit fondamentalement que c'est l'essor de l'association des capitaux — notamment dans la forme de la société par actions — qui a permis toutes ces transformations, qui peuvent être heureuses car elles font circuler les richesses de la planète et rapprochent « les divers membres de la grande famille humaine ». Mais il croit aussi que ce type d'association capitaliste, quoique légitime, a des défauts inhérents qui expliquent « naturellement » les phénomènes de « combines », de « mergers » et de « trusts » et autres dérives, qui tendent à déséquilibrer toute l'activité économique en concentrant le capital. Puisque c'est le pouvoir de l'association qui a permis les réussites économiques du grand capital, il se convainc que ce doit également être l'association qui doit permettre aux classes « laborieuses » ou « populaires » de s'affranchir. Parmi les formes d'association qu'il a étudiées, c'est la forme coopérative qui lui semble la plus prometteuse pour accomplir l'organisation économique nouvelle qui permettra de résoudre la question sociale.
Avant de se lancer, vers 1900, dans l'aventure des caisses populaires en misant sur l'association coopérative, il avait, sur une période de quelque 20 ans, fait l'expérience de divers types d'associations locales et régionales dans sa ville natale de Lévis. Avec d'autres membres de l'élite lettrée de cette ville, il est membre ou administrateur d'associations charitables, patriotiques, culturelles, spirituelles, de secours mutuels ou de développement local (la Chambre de commerce de Lévis). S'il croit aux bienfaits de l'association qui sort l'individu de son isolement et forge une nécessaire solidarité sociale, une longue expérience du bénévolat lui fait conclure que la philanthropie et la charité catholique ne sont pas plus des remèdes adéquats à la question sociale que les subventions de l'État.
Il croit également que l'association syndicale n'est pas suffisante. Nécessaire et légitime selon lui pour regrouper et défendre les intérêts du travail, cette forme d'association s'égare cependant sur un mauvais chemin lorsqu'elle adopte, face au capital, une attitude « de combat ». Au lieu d'affronter le capital dans une lutte où le rapport de force est trop inégal, il vaudrait mieux que le « monde du travail » s'organise pour former et contrôler son propre capital. La paix sociale ne pourra régner selon lui que le jour où seront réunis dans les mêmes mains « les instruments de production » que sont le capital et le travail. L'association syndicale est d'ailleurs pour Alphonse Desjardins un endroit tout désigné pour lancer une association coopérative d'épargne et de crédit, qui permettra d'employer les capitaux des travailleurs à d'autres fins que la seule préparation de la prochaine grève.
Si l'organisation de l'épargne et du crédit des classes populaires sur une base coopérative est l'entreprise dans laquelle Alphonse Desjardins se plonge vers 1900, c'est qu'il croit qu'elle fournira une base nécessaire au développement plus général des coopératives dans tous les secteurs d'activité économique. Dans son « Mémoire sur l'organisation de l'agriculture dans la province de Québec », document substantiel qu'il écrit en 1906 mais qui n'est publié qu'en 1950, il esquisse le plan d'une véritable industrialisation coopérative du monde rural inspiré du précédent danois. Dans un article de 1910, il prône pour le milieu urbain le développement de coopératives de logement inspirées du modèle des Cités-jardins (Garden Cities) élaboré par le britannique Ebenezer Howard. En 1911, il écrit dans l'Année sociale internationale de France que le seul remède aux « ravages » des « trusts » de capitaux toujours plus nombreux et étendus semble être l'« association des consommateurs ».

### Religion
On comprend mal la pensée d'Alphonse Desjardins si on néglige de s'intéresser à sa foi religieuse. Il grandit dans un milieu qui lui inculque la foi et la pratique routinière des rites du catholicisme romain et lui transmet les croyances, les valeurs et les idées d'une époque marquée par l'influence du traditionalisme et de l'ultramontanisme sur les élites francophones du Québec. D'une grande dévotion, il fait toutes ses prières et ne rate pas les messes de l'église Notre-Dame-de-la-Victoire de Lévis, qui lui donnent l'occasion de « saluer le maître » comme il se plaît à le dire. En plus de pratiquer avec assiduité, il affectionne les écrits d'apologétique chrétienne et plus généralement la littérature pieuse.
En 1905, alors qu'il entre dans la cinquantaine, il compose une prière au Sacré-cœur de Jésus, qu'il récitera par la suite tous les jours jusqu'à son décès en 1920. Il donne lui-même une interprétation « mystique » à sa persévérance dans l'aventure du coopératisme, se jugeant poussé par une « force indépendante » de lui, ne réussissant ou n'échouant dans ses démarches que suivant la volonté de la Providence.
En 1910, le père jésuite Joseph-Papin Archambault, qu'il rencontre lors du Congrès des Ligues du Sacré-cœur de Montréal, l'invite à prendre part aux retraites spirituelles fermées implantées récemment pour fortifier la foi et parfaire l'éducation morale de l'élite laïque. Il est enchanté de sa première retraite à la villa La Broquerie à Boucherville et jure de s'en faire le propagateur dans son milieu.
La fameuse encyclique Rerum Novarum publiée par le pape Léon XIII en 1891, qui constitue le premier socle doctrinal officiel du catholicisme social naissant est bien accueillie par Alphonse. À ses yeux, le principal mérite de cette directive pontificale est de remettre à l'honneur le « devoir social » des élites envers le peuple. Il voit dans la forme coopérative une incarnation de principes à la fois chrétiens et démocratiques. La coopération « repose complètement sur le principe si chrétien de l'union pour la vie et non pas de la lutte pour la vie » explique-t-il dans une conférence de 1910. En plus de développer le sentiment de solidarité chrétienne, elle a selon lui pour effet imprévu, mais nécessaire, de mieux sauvegarder les libertés religieuses et politiques du peuple face aux puissants.
Son conservatisme religieux influence son choix de la paroisse comme territoire d'action privilégié des coopératives. À cette échelle, elles seront, croit-il, vraiment humaines, démocratiques et chrétiennes,. S'il tient à ce que les administrateurs des caisses soient généralement des bénévoles, c'est qu'il espère le concours des prêtres à ce qu'il veut promouvoir comme une « œuvre » catholique et non comme une entreprise à caractère commercial.
Bien que les écrits publics et privés ne contiennent guère de traces de préjugés contre les Juifs, on ne peut pas dire qu'Alphonse Desjardins ait été imperméable aux courants de pensée antisémite qui s'expriment avec force dans la presse canadienne (anglophone comme francophone) de la fin du XIXe et du début du XXe siècle. Débordé par le succès des caisses populaires et jugeant aussi que son propre style littéraire avait « des longueurs », il recrute l'abbé Philibert Grondin en 1909 pour en faire le propagandiste en chef de son mouvement. Auteur du Catéchisme des caisses populaires de 1910, ce dernier n'hésite pas à exploiter, dans plusieurs articles parus notamment dans le journal La Vérité de Québec, le préjugé chrétien qui associe le juif à la pratique de l'usure. Or, tout ce qui a été signé par Grondin dans le cadre des opérations de communication de masse du mouvement était approuvé par Alphonse avant publication,.

### Politique
Les Desjardins sont des conservateurs en politique. Comme journaliste, Alphonse défend les idées et les positions du Parti conservateur et il jouira à l'occasion du patronage des hommes influents de ce parti, à commencer par son frère Louis-Georges, député au Parlement du Québec (1881-1890) et à celui d'Ottawa (1890-1892). En 1878-1879, il est membre du Club Cartier de Québec, nommé à la mémoire de George-Étienne Cartier (1814-1873), homme politique conservateur et père de la confédération canadienne. Ce club d'étude se donne pour mission de « répandre et défendre partout et toujours les principes conservateurs ». En plus de donner du service comme journaliste, il est un véritable militant de terrain qui prend part à de nombreuses activités afin de soutenir l'élection des candidats de son parti. Il est même secrétaire de l'Association conservatrice de Lévis de 1890 à 1893. Sa carrière de militant cesse cependant complètement après 1896, à la suite d'un épisode de lutte de factions qui le dégoûte de la partisanerie.
Si les nombreuses années qu'il passe à côtoyer les parlementaires comme journaliste, éditeur des Débats et fonctionnaire-sténographe, n’entament pas sa foi en l'idéal démocratique, elles le convainquent définitivement des limites du parlementarisme et de l'action politique. Ainsi peut-il écrire, en 1912, sous le pseudonyme de Miville Deschênes:
« Le régime démocratique ne sera réel et complet que le jour où il dominera toutes les activités. Tant qu'il ne sera qu'un bulletin électoral, il ne sera guère autre chose qu'un leurre, une gigantesque fumisterie vantée par les intérêts égoïstes fortement organisés ayant hélas que trop souvent la haute main sur les pouvoirs publics qu'ils terrorisent dès que ces pouvoirs publics font mine de s'occuper sérieusement des masses populaires ».
Le peu de confiance qu'il a dans la capacité des pouvoirs publics de servir les intérêts des « masses populaires » face aux « intérêts égoïstes fortement organisés » lui font craindre soit l'avènement de « la plus effroyable révolution sociale » soit celui du « socialisme d'État ». Les coopératives sont un moyen pour le peuple de ne pas dépendre du « prétendu bras protecteur de l'État » en s'associant au sein d'organismes locaux qui sont comme autant d'écoles où l'on apprend à gérer ses propres affaires dans un esprit d'égalité, d'entraide fraternelle et d'autonomie. Elles sont aussi un moyen pour l'élite traditionnelle dont Alphonse Desjardins fait partie d'encadrer le mouvement associationniste de manière à promouvoir le maintien de l'ordre social et surtout détourner les masses des solutions politiques avancées par les socialistes ou les communistes pour mettre fin à la « lutte des classes ».
Les doctrines de gauche de son époque qui font de l'individu et non de la famille l'unité de base de la société ou qui refoulent entièrement la religion dans la sphère privée ébranlent trop ses valeurs et ses conceptions de l'ordre social pour qu'il les appuie. Cela ne l'empêchera pas de collaborer avec les syndicats internationaux dans l'établissement de coopératives à Montréal et à Hull. S'il n'est pas favorable au droit de vote et d'éligibilité des femmes car il y voit une atteinte à l'institution de la famille, il encourage fortement la participation des femmes et des filles dans les caisses populaires et donnera son appui à divers projets visant à favoriser leur accès au crédit et leur éducation économique. Il voit dans la femme mariée « le ministre des finances de la famille canadienne » et sa propre épouse, Dorimène, en est un exemple parfait.
Militaire décoré et récompensé par l'État, son loyalisme envers la couronne britannique et le nouveau régime fédéral de 1867 est indiscutable. Si son patriotisme canadien-français est manifeste sous sa plume, il ne s'exprime pas dans le langage du nationalisme libéral de la première moitié du XIXe siècle québécois, qui se développe dans le sillon des révolutions américaine et française. Son patriotisme est celui des conservateurs francophones et catholiques qui défendent l'héritage de la nouvelle union fédérale canadienne de 1867, qu'ils ont contribué à faire advenir en participant à la « Great Coalition » de John A. Macdonald, George Brown et George-Étienne Cartier. Surnommés les « Bleus », ces ex-libéraux se positionnent en défenseurs des traditions, des changements politiques et sociaux modérés et respectueux des pouvoirs établis, face aux libéraux dit « Rouges », auxquels ils reprochent leur libéralisme aux accents révolutionnaires, leur anti-cléricalisme, leurs positions sur le libre-échange et l'annexion du Canada aux États-Unis.
Inébranlable dans ses convictions, Alphonse Desjardins reste fidèle au Parti conservateur lorsqu'en 1885 le libéral Honoré Mercier fonde au Québec un Parti national en affirmant vouloir mettre fin aux « luttes fratricides » des libéraux et des conservateurs, qui selon lui nuisent à la défense des intérêts supérieurs de la patrie. Dans son journal L'Union canadienne, Alphonse pourfend le programme des libéraux qui propose plus d'autonomie pour les provinces et la réciprocité commerciale avec les États-Unis. Il voit dans cette politique nationaliste une menace à l'unité du Canada fédéral et les prémisses de l'annexion de ses provinces aux États-Unis.
Alphonse se montre beaucoup plus à l'aise avec le nouveau nationalisme du début du XXe siècle, qui émerge en réaction à la participation du Canada aux guerres impériales du Royaume-Uni, et qui se voit redéfini entre autres par le libéral Henri Bourassa, cofondateur de la Ligue nationaliste canadienne de 1903 et fondateur du journal Le Devoir en 1910. S'affirmant comme catholique d'abord, traditionaliste et compatible avec le maintien de l'Union fédérale canadienne de 1867, ce nationalisme est beaucoup plus en phase avec les valeurs et la philosophie politique de la famille Desjardins.
Il y a plus: le renouveau nationaliste de cette époque accorde une grande importance à la question économique. Des économistes nationalistes comme Errol Bouchette et Édouard Montpetit réclament le développement de l'enseignement, de l'industrie et du commerce, dans une perspective de conquête de l'autonomie du Canada par rapport au Royaume-Uni et aux États-Unis et du Québec par rapport au gouvernement fédéral canadien. L'École des hautes études commerciales (aujourd'hui HEC Montréal) est fondée par le gouvernement de Lomer Gouin en 1910 dans cette période d'effervescence pour tenter de régler le problème de l'infériorité économique des francophones. La pensée d'Alphonse Desjardins voisine celle d'Édouard Montpetit, titulaire de la première chaire d'économie politique des HEC, qui écrit en 1917, dans le premier numéro de la revue montréalaise L'Action française (aujourd'hui L'Action nationale) que « la question nationale est une question économique ». Sept ans plus tôt, lors de sa conférence au Congrès des Ligues du Sacré-cœur à Montréal, Alphonse allait dans le même sens et même plus loin d'un certaine manière en liant l'économique, le social et le national:
« Il faut donc diriger nos efforts sur le terrain économique; chercher à fonder des organisations qui [...] mettront entre nos mains les ressources nécessaires pour créer des organes de défense, pour favoriser notre expansion et pour nous libérer de la tutelle étrangère au point de vue financier. Et l'émancipation de cette tutelle périlleuse serait d'autant plus certaine qu'elle s'appuierait non sur le patriotisme toujours susceptible de défaillance d'une poignée de privilégiés, mais sur la volonté réfléchie du peuple lui-même, conscient de sa force et discipliné dans des organismes paroissiaux. »
Pour l'historien Pierre Poulin, la question nationale n'est pas le point de départ de la pensée d'Alphonse Desjardins ou de son projet de caisses populaires : il est d'abord soucieux de trouver des fondements scientifiques permettant de réorganiser l'économie sur la base de principes égalitaires compatibles avec son traditionalisme catholique. Cependant, le nationalisme intervient dans le cas du Québec « dans la mesure où les intérêts matériels des classes populaires se confondent avec les intérêts supérieurs de la patrie, dans la mesure où la condition sociale et économique des masses et la situation nationale des Canadiens français renvoient toutes deux au problème du manque d'organisation économique. »

## Postérité

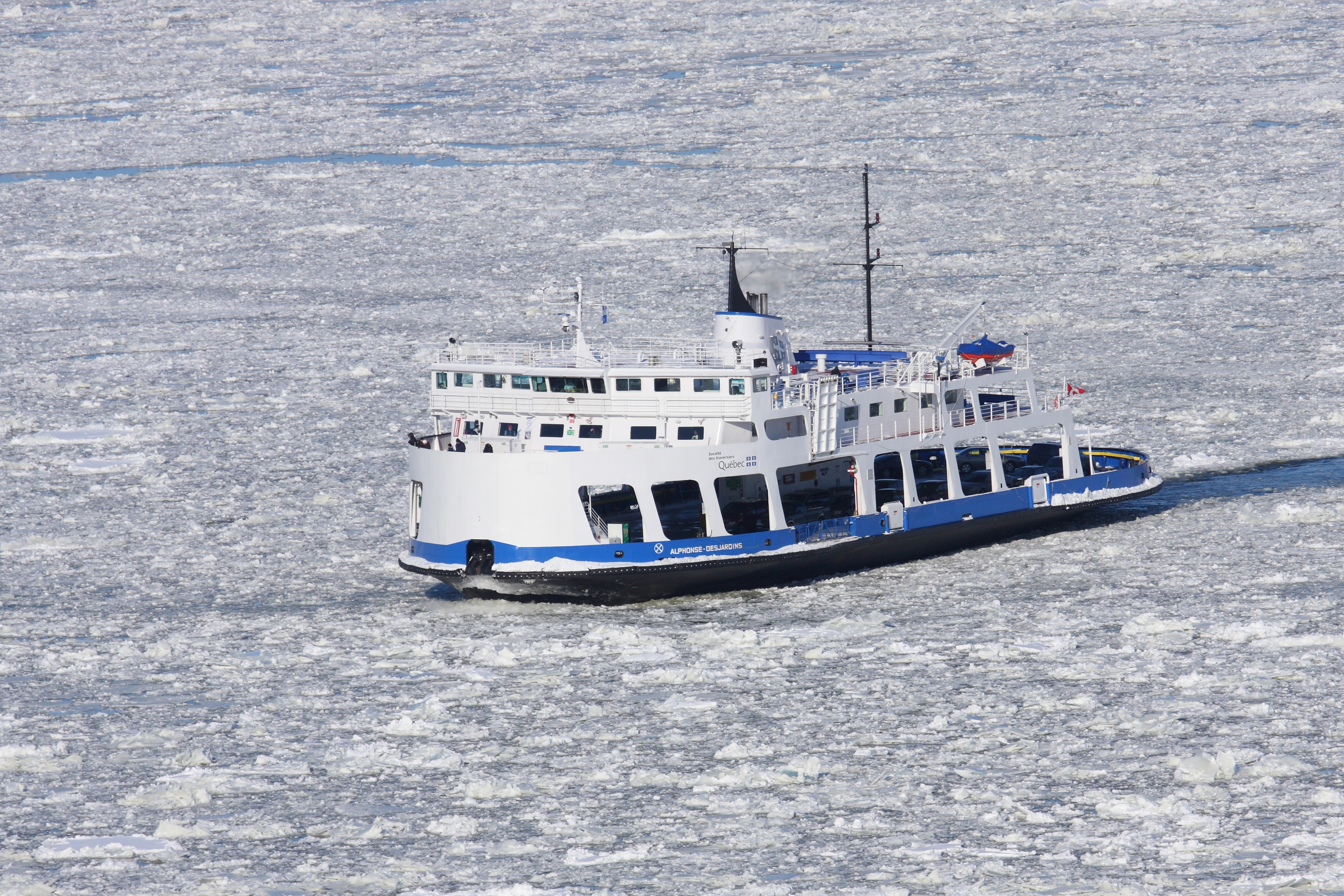
Le traversier Alphonse-Desjardins, de la Société des traversiers du Québec, effectuant la liaison entre Québec et Lévis sur le fleuve Saint-Laurent.

À Lévis, l'arrondissement Desjardins et le boulevard Alphonse-Desjardins portent son nom.
On trouve une rue Alphonse-Desjardins à Châteauguay, Magog, Salaberry-de-Valleyfield et 
Saint-Léonard.
Nommés également en l'honneur de Desjardins :
- une école secondaire à Laval ;
- une école primaire et une école d'informatique et d'administration à Montréal ;
- un traversier ;
- un pavillon de l'Université Laval ;
- un complexe sportif à Trois-Rivières ;
- une école primaire et un théâtre à Repentigny ;
- des salles de spectacle à Gatineau, Mont-Tremblant, Notre-Dame-des-Prairies, Rivière-du-Loup, Saint-Georges et Sainte-Marie.
- Deux monuments présents à Lévis et à Québec. Celui de Lévis, Au seuil d'un siècle est présent depuis 2000 devant le siège social de Desjardins. La réplique de l'oeuvre est présente à Québec, Monument Alphonse-et-Dorimène Desjardins aussi depuis 2000 devant le Centre des congrès de Québec. Il s'agit d'une oeuvre de Pascale Archambault.

### Caisses populaires Desjardins
De son vivant, Desjardins participe à la fondation de 163 caisses, dont 18 en Ontario et 9 aux États-Unis.

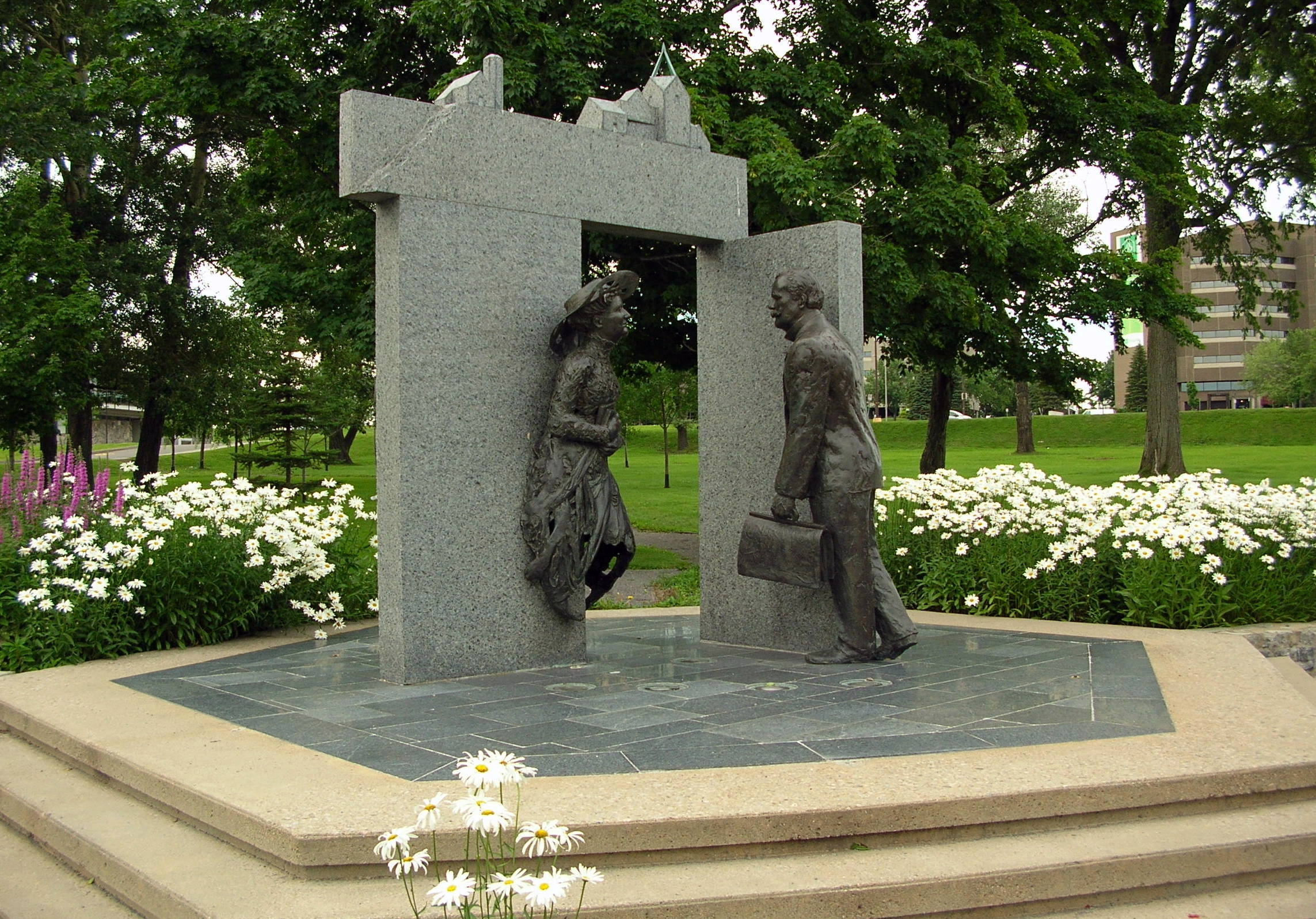
Pascale Archambault, Monument Alphonse et Dorimène Desjardins à Lévis

### Maison Alphonse-Desjardins

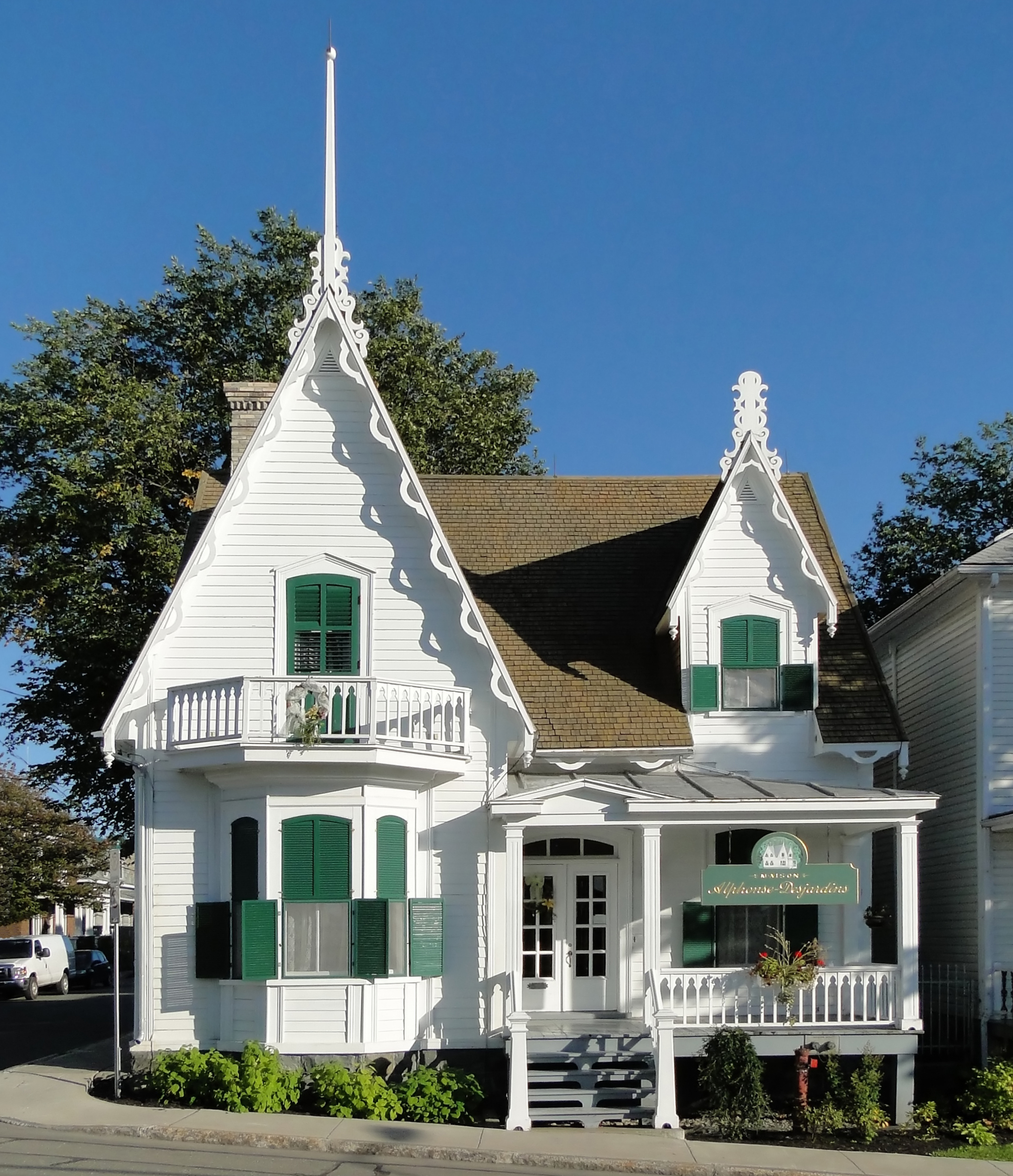
Maison Alphonse-Desjardins à Lévis

En 1983, sa maison qui abrita aussi la première caisse populaire, dans le Vieux-Lévis, est transformée en musée. L'intérieur est reconstitué et l'on y retrouve l'atmosphère de la résidence familiale en 1906.

## Publications
Alphonse Desjardins est l'auteur de plusieurs articles parus dans les journaux de son temps (L'Écho de Lévis, Le Canadien, Le Devoir, La Vérité, etc.), de quelques conférences, brochures et autres documents sur les caisses d'épargne et de crédit, ainsi que d'une correspondance, dont des extraits ont été publiés. Quelques articles de sa plume sont signés sous les pseudonymes Miville Roy et Miville Deschênes. Il est également éditeur des Débats de la législature de la province de Québec et fondateur du journal L'Union canadienne. À la suite de sa mort, des textes inédits parus dans la Revue Desjardins (1941-2004) ou regroupés dans des recueils nous ont mieux fait connaître sa pensée économique et sa vision du mouvement coopératif. Une bibliographie d'Alphonse Desjardins se trouve en annexe (p. 319-325) du premier tome de l'Histoire du Mouvement Desjardins de Pierre Poulin.
- 1912 - La Caisse populaire : I, Montréal, Secrétariat de l'École sociale populaire, 32 p. (en ligne)
- 1912 - La Caisse populaire : II, Montréal, Secrétariat de l'École sociale populaire, 27 p. (en ligne)
- 1914 - The Cooperative People's Bank. La Caisse Populaire, New York, Division of Remedial Loans, Russell Sage Fundation, 42 p. (en ligne)
- 1950 - Alphonse Desjardins. Pionnier de la coopération d'épargne et de crédit en Amérique, Lévis, Éditions le Quotidien, 232 p.
- 1986 - Réflexions d'Alphonse Desjardins, Lévis, Confédération des caisses populaires et d'économie Desjardins du Québec, 79 p.

## Honneurs
- 1913 - Nommé Commandeur de l'Ordre de Saint-Grégoire-le-Grand
- 2000 - Grand Québécois du siècle de l'Académie des Grands Québécois.
- 2007 - Vous avez voté, le bâtisseur préféré des Québécois, dévoilé dans le Journal Votre Argent de samedi le 10 février.

### Ouvrages
: document utilisé comme source pour la rédaction de cet article.
- Guy Bélanger, Alphonse Desjardins. 1854-1920, Québec, Éditions du Septentrion, 2012, 712 p. (ISBN 978-2-89664-713-2, présentation en ligne)
- Guy Bélanger, La Caisse populaire de Lévis 1900-2000. Là où tout a commencé, Québec/Lévis, Éditions Multimondes/Éditions Dorimène, 2000, 342 p. (ISBN 978-2-89544-240-0)
- Paul Morency, Alphonse Desjardins et le Catéchisme des caisses populaires, Sillery, Éditions du Septentrion, 2000, 264 p. (ISBN 978-2-89448-162-2, présentation en ligne)
- Pierre Poulin, Histoire du Mouvement Desjardins, t. Tome 1 : Desjardins et la naissance des caisses populaires (1900-1920), Montréal, Québec/Amérique, 1990, 373 p. (ISBN 978-2-89037-514-7)
- Ronald Rudin, In whose interest? Quebec’s Caisses Populaires, 1900–1945, Montréal et Kingston, McGill-Queen’s University Press, 1990, 208 p. (ISBN 978-0-7735-0759-3, présentation en ligne)
- Yves Roby, Les caisses populaires : Alphonse Desjardins : 1900-1920, Lévis, Fédération de Québec des Caisses populaires Desjardins, 1975, 113 p.
- Georges Desjardins, Antoine Roy dit Des jardins (1635-1684) et ses descendants, Trois-Rivières, Éditions du Bien Public, 1971, 262 p.
- Yves Roby, Alphonse Desjardins et les caisses populaires, 1854-1920, Montréal, Éditions Fides, 1964, 150 p.

### Articles, chapitres
- Claude Béland, « Dorimène et Alphonse Desjardins et les artisans d’une économie au service de la nation », sur fondationlionelgroulx.org, avril 2015
- Société historique Alphonse-Desjardins, « Alphonse Desjardins (1854-1920) », sur desjardins.com, juin 2012
- Alphonse Desjardins sur L'Encyclopédie canadienne
- Pierre Poulin, « Desjardins vs Raiffeisen ou le défi de la reconnaissance sociale des caisses populaires au Québec de 1900 à 1906 », dans Yves Frenette, Martin Pâquet et Jean Lamarre (dir.), Les parcours de l'histoire. Hommage à Yves Roby, Québec, Presses de l’Université Laval, 2002, 368 p. (ISBN 2-7637-7878-X, lire en ligne), p. 115-131
- Pierre Poulin, « Alphonse Desjardins et les Franco-Américains de la Nouvelle-Angleterre », Cap-aux-Diamants,‎ printemps 2000, p. 48–51 (ISSN 1923-0923, lire en ligne)
- Pierre Poulin et Guy Bélanger, « DESJARDINS, ALPHONSE (1854-1920) », Dictionnaire biographique du Canada, Université Laval/University of Toronto,‎ 1998 (lire en ligne)
- Guy Bélanger, « L’affaire Desjardins-Mercier », Cap-aux-Diamants, no 30,‎ été 1992 (lire en ligne)
- Michèle Jean, « L’artisan des Caisses populaires : Alphonse Desjardins », Cap-aux-Diamants, vol. 4, no 4,‎ hiver 1989, p. 49-52 (lire en ligne)

### Autres
- Richard Martin et Robert Malenfant, Desjardins. La vie d'un homme, l'histoire d'un peuple, Québec, 1990, 180 min.
- Prouche (ill. Prouche), La Grande aventure d'Alphonse Desjardins, Lévis, Desjardins, 1990, 48 p. (ISBN 2-89102-024-3)
- « Alphonse Desjardins fonde la Caisse populaires de Lévis », Les 30 journées qui ont fait le Québec, Eurêka! Productions, 47 minutes, 2000.